# 서울 미란다
"서울 미란다"는 한국에서 제작된 최창호 감독의 1995년 드라마, 멜로/로맨스 영화이다. 정미희 등이 주연으로 출연하였고 이성세 등이 제작에 참여하였다.

## 출연

### 주연
- 정미희
- 김성수
- 김기석
- 소비아